# Apicia catenulata
Apicia catenulata är en fjärilsart som beskrevs av W. Warren 1904. Apicia catenulata ingår i släktet Apicia och familjen mätare. Inga underarter finns listade i Catalogue of Life.